# Teréz Karacs
Teréz Karacs (18 avril 1808 - 2 octobre 1892) est une écrivaine, éducatrice, mémorialiste et militante pour les droits des femmes hongroise. Elle est une figure de proue du premier mouvement féministe hongrois, ainsi que du mouvement de réforme sociale en général, et une célèbre écrivaine littéraire de la Hongrie contemporaine. Pionnière dans l'éducation des femmes, elle est la fondatrice du lycée Zrínyi Ilona à Miskolc.

## Biographie
Karacs est née à Budapest le 18 avril 1808. Sa mère, Éva Takács (en), est une défenseure des droits des femmes et son père, Ferenc Karacs, est un graveur et ingénieur. Elle est la deuxième de six enfants et reçoit son éducation primaire dans une école à Pest de 1814 à 1819. Elle s'éduque ensuite en autodidacte, bien qu'elle doive aussi s'occuper de ses frères et sœurs plus jeunes. Karacs est particulièrement inspirée par un voyage de dix mois à Vienne en 1824, alors qu'elle est adolescente.
Les écrivaines hongroises avec le statut professionnel sont rares au XIXe siècle, mais à partir de 1822, Karacs publie des poèmes, des énigmes, des romans et d'autres écrits, devenant une figure littéraire bien connue en Hongrie et contribuant régulièrement à des revues littéraires. En 1838-1844, elle subvient à ses besoins en devenant femme de ménage pour une aristocrate, mais elle poursuit sa carrière littéraire en parallèle. Karacs devient alors un défenseure de la réforme pour les droits des femmes, à l'instar de sa mère. En tant que militante des droits des femmes, elle met l'accent sur l'égalité des droits en matière d'éducation pour les garçons et les filles, et plaide pour que les filles célibataires soient considérées comme autonomes. 

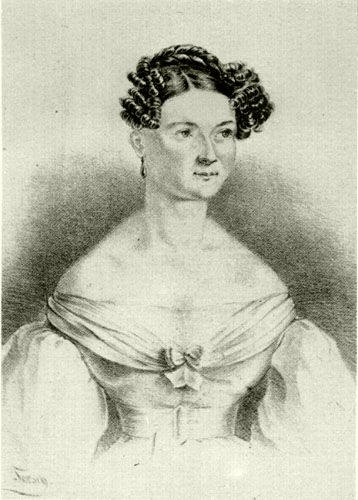
Karacs en 1850

La comtesse Blanka Teleki vient d'une famille aristocratique qui possède un domaine dans le comté de Szatmár. Elle contacte Karacs et l'invite à Budapest. Teleki essaye de la persuader de diriger une école pour filles de la classe supérieure, mais Karacs refuse. Malgré son objection, Karacs soutient activement l'initiative de la comtesse et proposa à une autre femme, Klára Leövey pour diriger l'école pour jeunes aristocrates.
Entre 1846 et 1859, Karacs dirige sa propre école pour filles à Miskolc. L'école a quatre enseignantes et le programme en trois ans comprenait l'apprentissage du hongrois, de l'allemand, de l'arithmétique, du ménage et de la couture. Pendant ce temps, Karacs soutient la communauté locale en fournissant aux travailleurs de Diósgyőr des exemplaires de journaux révolutionnaires avant la révolution de 1848. Elle publie également un recueil de courtes histoires romantiques en 1853. En 1865-1877, elle travaille comme professeure à Budapest. Grâce à sa réputation, elle est invitée à devenir la tutrice du petit-fils du roi Louis-Philippe.  Cependant, Karacs est aussi invitée à diriger l'école par l'église calviniste de Miskolc et elle devient donc directrice de l'école primaire pour filles Zrínyi Ilona jusqu'en 1859.
En 1877, elle s'installe à Kiskunhalas pour réduire ses dépenses et vit avec des proches. Au cours des années 1880, ses mémoires sont publiés dans des revues où elles sont acclamées par la critique. Elle meurt le 2 octobre 1892 à Békés en Hongrie.

## Héritage
Le lycée qu'elle a fondé est toujours en activité. En 1993, une biographie de sa vie est publiée. En 1985, une autre école en Hongrie prend le nom de Karacs Teréz Középiskolai Leánykollégium.